# Квебек (град)
Квебек (фр. Ville de Québec, енгл. Quebec City) је главни град канадске истоимене покрајине, уједно и највећи град источног Квебека. Старо градско језгро Квебека, једини град северно од Мексика чији утврђени зидови још постоје, Унеско је прогласио местом Светске баштине 1985. под именом Историјски дистрикт старог Квебека. Према процени из 2021. у граду је живело 549.459 становника, а са ширим подручјем 839.311 становника.
Квебек је познат по свом Зимском карневалу и замку Фронтенак, историјском хотелу који доминира градом. Народна скупштина Квебека (покрајински парламент), Национални музеј лепих уметности и Музеј цивилизације се налазе у близини старог градског језгра или у самом језгру. Међу туристичким атракцијама града су водопади Монморанси и базилика Свете Ане од Бопреа, која се налази у оближњем градићу Бопре.

## Историја

### Порекло имена Квебек
Град је добио име по суженом току реке између градове Квебек и Леви, пошто „Кебек“ (Kébec) на језику Алгонквин Индијанаца значи “тамо где се река сужава”.

### Од Стадаконе до Џејмса Вулфа
Град Квебек је једно од најстаријих места у Канади, само су Сент Џон у провинцији Њуфаундленд и Лабрадор, Порт Ројал у Новој Шкотској и Тадусак у Квебеку основани раније. Међутим, оснивачи су били чврсто решени да од Квебека постане стално насеље а не само још једна трговачка станица и зато се Квебек често сматра првим градом у Канади.
Основао га је Самуел де Шамплен 3. јула 1608. на месту индијанског насеља званог Стадакона. Одавде, заправо, и потиче реч „Канада“ (каната (kanata) на језику Ирокеза значи село). То је колевка франкофоног становништва у Северној Америци. Место се чинило погодним за оснивањем сталне колоније.
На крају француске владавине, територија данашњег града Квебека је био препуна контраста. Шуме, села, поља и пашњаци окруживали су град са 8.000 становника. Град је био познат по монументалним грађевинама, утврђењима, богатим зиданим кућама, али и по блатњавим и прљавим улицама и страћарама у предграђима Сен Жан и Сен Рош. Упркос својој урбанизованости и статусу престонице, Квебек је остао мали колонијални град чврсто повезан са руралном околином. Оближњи становници су на две градске пијаце продавали вишкове хране и дрво да би куповали робу увезену из Француске .
Град Квебек освојили су Британци 1759. и држали га до 1763. Он је био поприште битке на Абрахамовој заравни током Француског и индијанског, односно Седмогодишњег рата, у којој су британски војници под командом генерала Џејмса Вулфа поразили француског генерала Луја Жозефа де Монкалма и заузели град. Француска је касније уступила Британцима Нову Француску.

### Британска владавина
У бици за Квебек током Америчке револуције америчка војска напала је британски гарнизон у Квебеку. Пораз Американаца распршио је њихове наде да ће се цела Канада дићи на устанак. Генерал Ајзак Брок додатно је утврдио Квебек ојачавши зидове и саградивши издигнута артиљеријска места пре рата из 1812.
Квебек је био главни град Канаде од 1859. до 1865. Након што је основана провинција Канада, главни град је премештен у Кингстон и Монтреал. Када је основан Доминион Канада 1867. главни град је премештен у Отаву. У Квебеку је одржана Квебечка конференција о Канадској конфедерацији.

### 20. и 21. век
У Квебеку су у Другом светском рату одржане две конференције. Прва је одржана 1943. а на њој су учествовали Френклин Делано Рузвелт (председник САД), Винстон Черчил (премијер Велике Британије) Вилијам Лајон Мекензи Кинг (премијер Канаде) и Т. В. Сонг (кинески министар спољних послова). Друга је одржана 1944. а у њој су учествовали Черчил и Рузвелт. Конференције су се одржале у Цитадели и оближњем замку Фронтенак.

### Главни град
Кроз скоро 500 година свог постојања, Квебек је имао статус престонице:
- од 1608. до 1627. и од 1632. до 1763. био је престоница француске Канаде и целе Нове Француске.
- од 1763. до 1791. био је главни град провинције Квебек.
- од 1791. до 1841. био је главни град провинције Доња Канада.
- од 1849. до 1865. био је главни град провинције Канада.
- од 1867. до данас главни је град провинције Квебек.

## Град данас
Квебек је подељен у 34 дистрикта у 8 општина:
| Општина        | Дистрикт |
| Ла Сите        | Латински/Стари Квебек · Квартије ге · Сен Жан Батист · Монкалм· Сен Сакреман · Пти Шамплен* · Сен Совер · Сен Рош · Сен Мало |
| Ле Ривијер     | Ваније · Лебурнеф · Нефшател · Де Сол · Диберже                                                                              |
| Сен Фој Сијери | Универзитетски град · Сен Луј · Сијери · Поан де Сте Фој                                                                     |
| Шарлбур        | Сен Родриг· Де Сентије · Де Мон                                                                                              |
| Бопор          | Вје Мулен · Сен Терез де Лизје · Вилнев · Курвил                                                                             |
| Лимоалу        | Мезере · Вје Лимоалу · Лере · ди Колизе                                                                                      |
| Л'От Сен Шарл  | |
| Лорантјан      | |

* Ове општине нису званично одвојене
Доњи Град се састоји од оригиналне архитектуре и изгледа улица, које датирају још од настанка града. Такође се ту налазе и многи мурали и статуе. Доњи Град је такође познат по разноврсним бутицима, од којих многи продају ручне радове.

## Географија

### Клима
| Клима (Квебек)              | Клима (Квебек) | Клима (Квебек) | Клима (Квебек) | Клима (Квебек) | Клима (Квебек) | Клима (Квебек) | Клима (Квебек) | Клима (Квебек) | Клима (Квебек) | Клима (Квебек) | Клима (Квебек) | Клима (Квебек) | Клима (Квебек)   |
| Показатељ \ Месец           | .Јан.          | .Феб.          | .Мар.          | .Апр.          | .Мај.          | .Јун.          | .Јул.          | .Авг.          | .Сеп.          | .Окт.          | .Нов.          | .Дец.          | .Год.            |
| --------------------------- | -------------- | -------------- | -------------- | -------------- | -------------- | -------------- | -------------- | -------------- | -------------- | -------------- | -------------- | -------------- | ---------------- |
| Апсолутни максимум, °C (°F) | 10 (50)        | 11,7 (53,1)    | 17,8 (64)      | 29,9 (85,8)    | 33 (91)        | 33,9 (93)      | 38,6 (101,5)   | 34,4 (93,9)    | 33,9 (93)      | 28,3 (82,9)    | 20 (68)        | 13,9 (57)      | 35,6 (96,1)      |
| Средњи максимум, °C (°F)    | −7,9 (17,8)    | −5,6 (21,9)    | 0,2 (32,4)     | 8,3 (46,9)     | 17,0 (62,6)    | 22,3 (72,1)    | 25 (77)        | 23,6 (74,5)    | 17,9 (64,2)    | 11,1 (52)      | 2,9 (37,2)     | −4,2 (24,4)    | 9,2 (48,6)       |
| Просек, °C (°F)             | −12,8 (9)      | −10,6 (12,9)   | −4,6 (23,7)    | 3,7 (38,7)     | 11,2 (52,2)    | 16,4 (61,5)    | 19,3 (66,7)    | 18,1 (64,6)    | 12,7 (54,9)    | 6,6 (43,9)     | −0,7 (30,7)    | −8,6 (16,5)    | 4,2 (39,6)       |
| Средњи минимум, °C (°F)     | −17,7 (0,1)    | −15,6 (3,9)    | −9,4 (15,1)    | −1,0 (30,2)    | 5,4 (41,7)     | 10,5 (50,9)    | 13,5 (56,3)    | 12,5 (54,5)    | 7,5 (45,5)     | 2,0 (35,6)     | −4,2 (24,4)    | −12,8 (9)      | −0,8 (30,6)      |
| Апсолутни минимум, °C (°F)  | −36,7 (−34,1)  | −36,1 (−33)    | −30 (−22)      | −18,9 (−2)     | −7,8 (18)      | −0,6 (30,9)    | 3,9 (39)       | 2,2 (36)       | −4,8 (23,4)    | −10 (14)       | −24 (−11)      | −32,3 (−26,1)  | −36,7 (−34,1)    |
| Количина падавина, mm (in)  | 86,6 (34,09)   | 74,5 (29,33)   | 76,1 (29,96)   | 83,5 (32,87)   | 115,9 (45,63)  | 111,4 (43,86)  | 121,4 (47,8)   | 104,2 (41,02)  | 115,5 (45,47)  | 98,3 (38,7)    | 102,5 (40,35)  | 99,9 (39,33)   | 1.189,7 (468,39) |
| [ тражи се извор ]          |                |                |                |                |                |                |                |                |                |                |                |                |                  |

## Становништво
Према резултатима пописа становништва из 2011. у граду је живело 516.622 становника, што је за 5,2% више у односу на попис из 2006. када је регистровано 491.142 житеља.
| 2001.   | 2006.   | 2011.   | 2016.   |
| ------- | ------- | ------- | ------- |
| 682.757 | 491.142 | 516.622 | 531.902 |

Према попису из маја 2001, Квебек је имао 682.757 становника, од којих су 48,2% мушкарци, а 51,8% жене. Деца испод пет година чине приближно 4,7% становништва Квебека, док је просек за провинцију Квебек 5,2%, а за целу Канаду је 5,6%.
Половином 2001, 13% становништва Квебека је било у пензији (65 и више година), у поређењу са 13,2% у целој Канади. Просечна старост становника Квебека је 39,5 година, а целе Канаде 37,6 година.
Између 1996. и 2001, становништво града Квебека се увећавало по стопи од 1,6%, у поређењу са порастом од 1,4% у целој провинцији Квебек. Просечна густина становништва града Квебека је 216,4 људи по квадратном километру, а целе покрајине је 5,3 људи по квадратном километру.
У време пописа из маја 2001, број становника Квебека је био 682.757, али када се броји шире градско подручје Квебека, онда то износи 710.700, док је провинције Квебек имала 7.237,479 становника.
Према попису из 2001, више од 90% становништва су били католици, уз бројну јеврејску и протенстантску популацију.

## Саобраћај
Град Квебек користи Међународни аеродром Жан Лесаж, који се налази западно од града. Такође, град има велику луку на реци Сен Лорен у првој, петој и шестој општини.
Мост Квебек и Мост Пјер Лапорт повезују град са јужном обалом реке Сен Лорен, као и трајектна линија до Левија, а Мост Орлеан Бриџ повезује град са острвом Орлеан. Квебек је главни чвор у мрежи путева провинције Квебек, који повезују обе стране реке са великим системом ауто-путева.

## Атракције
Многе од градских атракција су источно од утврђених зидова старог Квебека. Овај крај има упечатљив европски изглед јединствен у Северној Америци, са каменим зградама и вијугавим улицама испуњеним продавницама и ресторанима. Капија Сен Луј и капија Сен Жан су главне капије кроз зидове од модерног дела центра. Западно од зидова је месна заједница Колин Парламентер (Скупштинско брдо) те Абрахамова зараван.
Панорамом Квебека доминира огроман хотел-дворац Фронтенак, смештен на врху Кап Дијаман. Хотел је уз терасу Диферин, шеталиште дуж литице, која пружа поглед на реку Сен Лорен.
Поред замка Фронтенак је квебечка Богородична катедрала (фр. Notre-Dame de Québec Cathedral), матична црква католичке надбискупије Квебек. То је прва црква у Новом свету која је подигнута као базилика и она је надбискупска црква целе Канаде.
Тераса Диферин води према оближњој Абрахамој заравни, место битке у којој су Британци преотели Квебек од Француске, и цитадела Квебек, утврђење канадских оружаних снага и секундарна резиденција савезног вицекраља. Народна скупшитна, законодавна установа провинције Квебек, је такође поред цитаделе.
Горњи град је повезан стрмим степеницама и жичаром са Доњим градом, у којем се налазе места као што су древна Црква Нотр Дам де Виктоар, историјски дистрикт Пти Шамплен, лука и Музеј цивилизације. Лавалов универзитет се налази у западном делу града, у општини Сен Фој. Изузетак је факултет архитектуре који се налази у старом Квебеку. Централни кампус Универзитета Квебек се такође налази у Квебеку.
Град Квебек је познат по свом Зимском фестивалу и прослави светог Јована Крститеља - Ивањдана (фр. Fête de la Saint-Jean-Baptiste), 24. јуна по грегоријанском календару, који је и национални празник покрајине.
Туристичке атракције близу Квебека укључују водопаде Монморанси и базилику Сент Ан де Бопре.

## Градови побратими
Квебек се побратимио са градовима:
- Бордо
- Калгари
- Намир
- Си'ан

Квебек има споразуме о сарадњи и пријатељству са:
- Олбанијем (САД)
- Кан (Француска)
- Чангчуеном (Кина)
- Гванахуатом (Мексико)
- Лијежом (Белгија)
- Монтевидеом (Уругвај)
- Уагадугуом (Буркина Фасо)
- Паризом (Француска)
- Департманом Рона (Француска)
- Санкт Петербургом (Русија)